# Ahmed Shobair
Ahmed Shobair (en árabe: أحمد عبد العزيز شوبير‎) (Tanta, Gharbia, 28 de septiembre de 1960) es un exfutbolista, político y comentarista deportivo egipcio que jugaba de portero. Actualmente es comentarista de fútbol para el canal ONTime Sport.

## Carrera

### Club
Jugó toda su carrera con el Al-Ahly de 1980 a 1996 donde jugó 222 partidos oficiales, fue campeón de 9 Ligas Premier de Egipto, 9 Copas de Egipto y 8 títulos internacionales a nivel clubes.

### Selección nacional
Jugó para Egipto en 107 ocasiones de 1984 a 1996, participó en la Copa Mundial de Fútbol de 1990, en cuatro ediciones de la Copa Africana de Naciones y en los Juegos Panafricanos de 1987.

### Política
Fue miembro del Parlamento de Egipto como representante de la ciudad de Tanta de la Gobernación de Gharbia de 2005 a 2010, fue miembro del Partido Nacional Democrático hasta su disolución en 2011 como parte de la revolución contra Hosni Mubarak.

## Logros

### Club
- Liga Premier de Egipto (9): 1980-81, 1981-82, 1984-85, 1985-86, 1986-87, 1988-89, 1993-94, 1994-95, 1995-96
- Copa de Egipto (9): 1980-81, 1982-83, 1983-84, 1984-85, 1988-89, 1990-91, 1991-92, 1992-93, 1995-96
- Liga de Campeones de la CAF (2): 1982, 1987
- Recopa Africana (4): 1984, 1985, 1986, 1993
- Copa Afroasiática (1): 1988
- Recopa Árabe (1): 1994

### Selección nacional
- Copa Africana de Naciones (1): 1986
- Juegos Panafricanos (1): 1987
- Juegos Panarábicos (1): 1992
- Copa de Naciones Árabe (1): 1992

### Individual
- Equipo Ideal de la Copa Africana de Naciones 1994.
- Mejor portero árabe en 1986, 1987, 1996